# Pfaffenhofen an der Zusam
Pfaffenhofen an der Zusam ist ein Gemeindeteil von Buttenwiesen und eine Gemarkung im schwäbischen Landkreis Dillingen an der Donau. Bis 1978 bestand die Gemeinde Pfaffenhofen an der Zusam.
Das Pfarrdorf Pfaffenhofen a.d.Zusam liegt am Nordrand der Iller-Lech-Platte gegenüber von Buttenwiesen am linken Ufer der Zusam. Pfaffenhofen bekam zur Unterscheidung von anderen Orten gleichen Namens zum 14. Oktober 1960 den amtlichen Zusatz „a.d.Zusam“.
Die Gemarkung Pfaffenhofen a.d.Zusam liegt vollständig auf dem Gemeindegebiet von Buttenwiesen und entspricht weitgehend dem Gebiet der damaligen Gemeinde Pfaffenhofen a.d.Zusam. Auf der Gemarkung liegen die Buttenwiesener Gemeindeteile Pfaffenhofen a.d.Zusam, Almhof, Bartlstockschwaige und Ludwigsschwaige.

## Geschichte
Das Pfarrdorf Pfaffenhofen wird 1048 erstmals in einer Urkunde überliefert. Darin werden Grundbesitz, Kirche und Zehnt in Pfaffenhofen mit dem Zehnt zu Thürheim an das Stift St. Stephan in Augsburg geschenkt. Das Damenstift St. Stephan blieb bis zur Säkularisation 1802 die dominierende Grundherrschaft. Ein Amtmann des Klosters saß in Pfaffenhofen. Daneben war nur noch die Deutschordenskommende Donauwörth im Dorf begütert. Durch die Säkularisation kam der Ort 1802 an Bayern und wurde dem Landgericht Wertingen unterstellt.
Die damalige Gemeinde Pfaffenhofen a.d.Zusam, zu der neben dem Pfarrdorf auch die Einöden Almhof (im Westen), Bartlstockschwaige und Ludwigsschwaige (beide im Norden) gehörten, hatte 1964 eine Fläche von 1575,63 Hektar und wurde zum 1. Mai 1978 nach Buttenwiesen eingemeindet.
Zur Volkszählung am 25. Mai 1987 hatte das Pfarrdorf Pfaffenhofen 769 Einwohner.

## Religionen
Zur Urpfarrei Pfaffenhofen gehörte auch Oberthürheim und Unterthürheim. Die Kirche St. Martin wurde 1723/24 errichtet.

Seit dem 1. September 2013 gehört die Pfarrei Pfaffenhofen zur Pfarreiengemeinschaft Buttenwiesen. Bis zu diesem Zeitpunkt war sie Teil der aufgelösten Pfarreiengemeinschaft Unterthürheim. Zur Pfarrei Pfaffenhofen gehören auch noch die Schwaighöfe Neuschwaig, Ruppenmühle, Ruppenschwaig und Stoffelhansenschwaig.

## Baudenkmäler
Siehe: Liste der Baudenkmäler in Pfaffenhofen an der Zusam

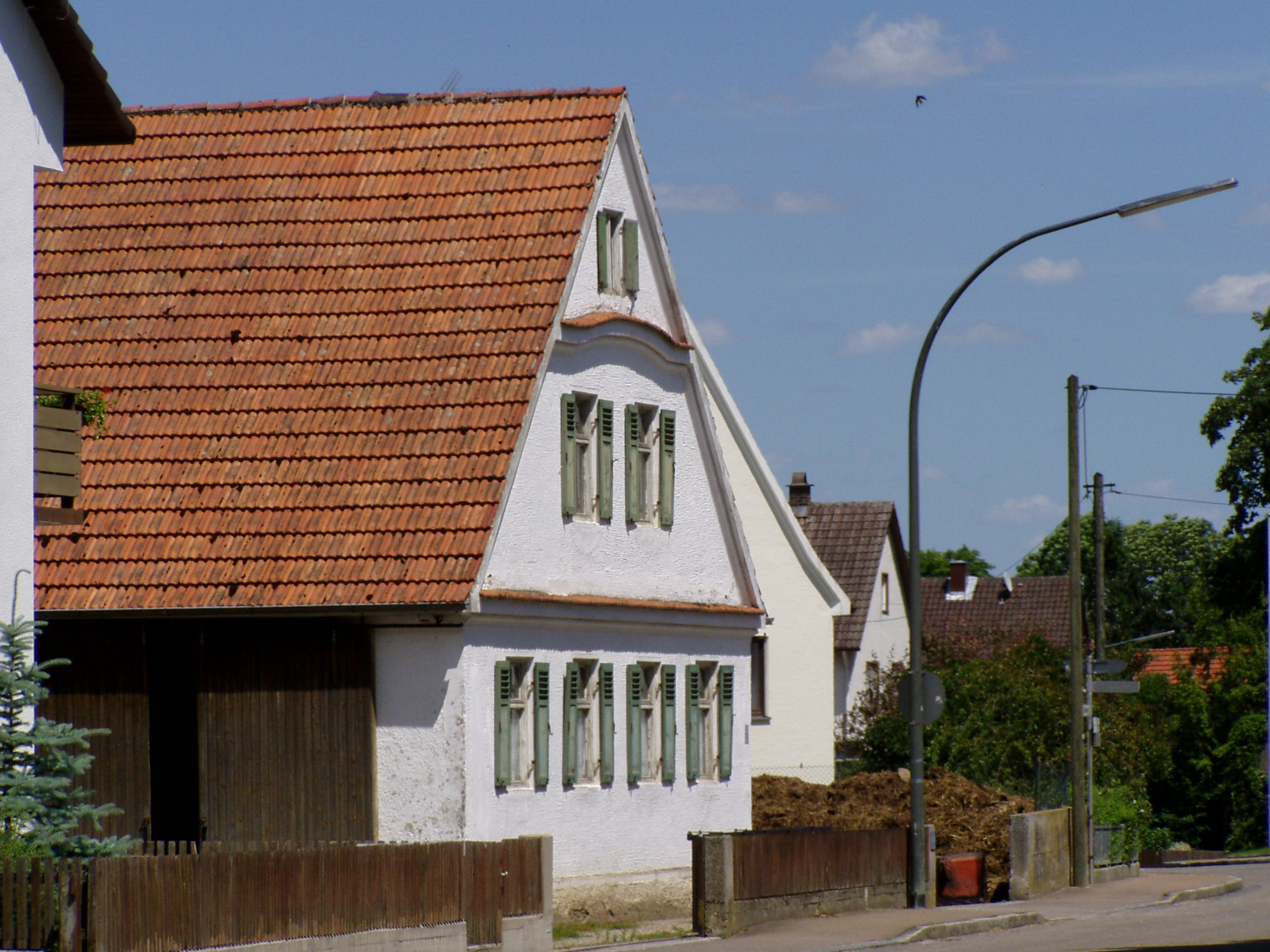
Ortstypischer Bauernhof in Pfaffenhofen an der Zusam

## Bodendenkmäler
Siehe: Liste der Bodendenkmäler in Buttenwiesen

## Ehrenbürger
- Franz Klemmer (* 1879 in Fischenich; † 1964 in Anzing), Maler